# Cevallos (canton)
Pour les articles homonymes, voir Cevallos.
Cevallos est un canton d'Équateur situé dans la province de Tungurahua.